# Eugenio Patti
Eugenio Patti (Novara, 15 dicembre 1924 – ...) è stato un calciatore italiano, di ruolo terzino.

## Carriera
Giocò in Serie A nel Torino e nella Pro Patria, dove rimase fino al 1952 quando fu posto in lista di trasferimento.